# Officier traitant
Un officier traitant (en anglais britannique case officer, anglais américain agent handler ou human source handler[réf. nécessaire], en allemand Führungsoffizier) est un membre des services de renseignement, fonctionnaire civil ou militaire, chargé de recruter et de traiter des agents de renseignement.

## Description
L'officier traitant doit être distingué de l'agent de renseignement : en effet ce dernier se charge de transmettre les renseignement auxquels il a accès tandis que l'officier traitant recrute l'agent et récupère lesdits renseignements auprès de son agent.
La CIA a longtemps utilisé le désignatif case officer, avant d'adopter celui de operations officer comme titre officiel ; au Canada, les termes employés sont gestionnaire, contrôleur de sources ou contrôleur d'agents.

## Sources
- Jacques Baud, Encyclopédie du renseignement et des services secrets.
- Christophe Cornevin, Les Indics : plongée au cœur de cette France de l'ombre qui informe l'État, Flammarion, « Enquête », 475 p., 2011